# Incinérateur de Fos-sur-Mer
 (décembre 2012).
Si vous disposez d'ouvrages ou d'articles de référence ou si vous connaissez des sites web de qualité traitant du thème abordé ici, merci de compléter l'article en donnant les références utiles à sa vérifiabilité et en les liant à la section « Notes et références ».
L'incinérateur de Fos-sur-Mer ou centre de traitement multifilières de Fos-sur-Mer est un incinérateur de déchets, dont le maître d'ouvrage est la Métropole d'Aix-Marseille-Provence (auparavant la Communauté urbaine Marseille Provence Métropole) et qui a vocation à traiter, dans le cadre d'une délégation de service public, les ordures ménagères collectées dans les 18 communes membres de l'ancienne communauté urbaine. Il présente la particularité d'être situé sur le territoire de la commune de Fos-sur-Mer qui n'est pas membre de l'ancienne Communauté urbaine Marseille Provence Métropole.

## La conception du projet
Le département des Bouches-du-Rhône a été doté d'un Plan départemental d'élimination des déchets ménagers et assimilés. Dans le cadre de celui-ci et sur la proposition du maire de Fos-sur-Mer (Bernard Granié) et du président du Conseil général des Bouches-du-Rhône (Jean-Noël Guérini) de l'époque, la Communauté urbaine Marseille Provence Métropole (MPM) a conçu un projet consistant en la construction d'un incinérateur capable de traiter annuellement 300 000 tonnes de déchets. 
Le conseil communautaire de MPM - dont les 18 communes produisent 610 000 tonnes par an de déchets ménagers et assimilés - a adopté, le 28 mars 2003, une délibération autorisant son président à engager la procédure d'acquisition d'un terrain sur lequel sera construite une "unité de valorisation énergétique des déchets ménagers et assimilés" qui serait exploitée par un industriel - choisi après mise en concurrence - par délégation de service public pour une période de 20 ans. 
La Communauté urbaine Marseille étant dirigée par un Jean-Claude Gaudin - qui est leur adversaire politique, Bernard Granié et Jean-Noël Guérini opèrent, fin 2002, un brusque revirement politique. En outre, les associations de riverains, auxquels se joignent les mouvements écologistes, traditionnellement hostiles à ce type d'installation, se mobilisent contre le projet. À partir de là, le projet de construction de l'incinérateur devra faire face à de vives oppositions.

## Les débats autour du projet
Le Front Citoyen de Résistance du Golfe de Fos, collectif de 52 associations opposées à la construction du centre d'incinération, est créé en janvier 2006. Il organise de nombreuses manifestations contre le projet d'implantation de l'incinérateur à Fos-sur-Mer.
En outre, 38 recours en justice ont été introduits tant contre le choix du site d'implantation que contre la décision de déléguer la construction et la gestion du centre d'incinération.

## La construction
Le 18 juin 2008, le tribunal administratif a annulé la délibération du conseil communautaire de MPM attribuant à une société espagnole une délégation de service public, pour la construction et la gestion de l'incinérateur.
À la suite des élections municipales de mars 2008, Jean-Claude Gaudin (UMP) a été remplacé, à la présidence de la Communauté urbaine Marseille Provence Métropole, par Eugène Caselli (PS). L'arrivée au pouvoir du PS à la tête de MPM a entraîné un nouveau changement de position, les dirigeants locaux du parti se déclarant, à nouveau, favorables au projet de construction de l'incinérateur. Une nouvelle décision de délégation de service public a été adoptée par le conseil communautaire de MPM.
Les travaux de l'incinérateur et des installations complémentaires qui comportent, notamment, une installation de méthanisation, ont commencé fin 2006.

## La mise en service

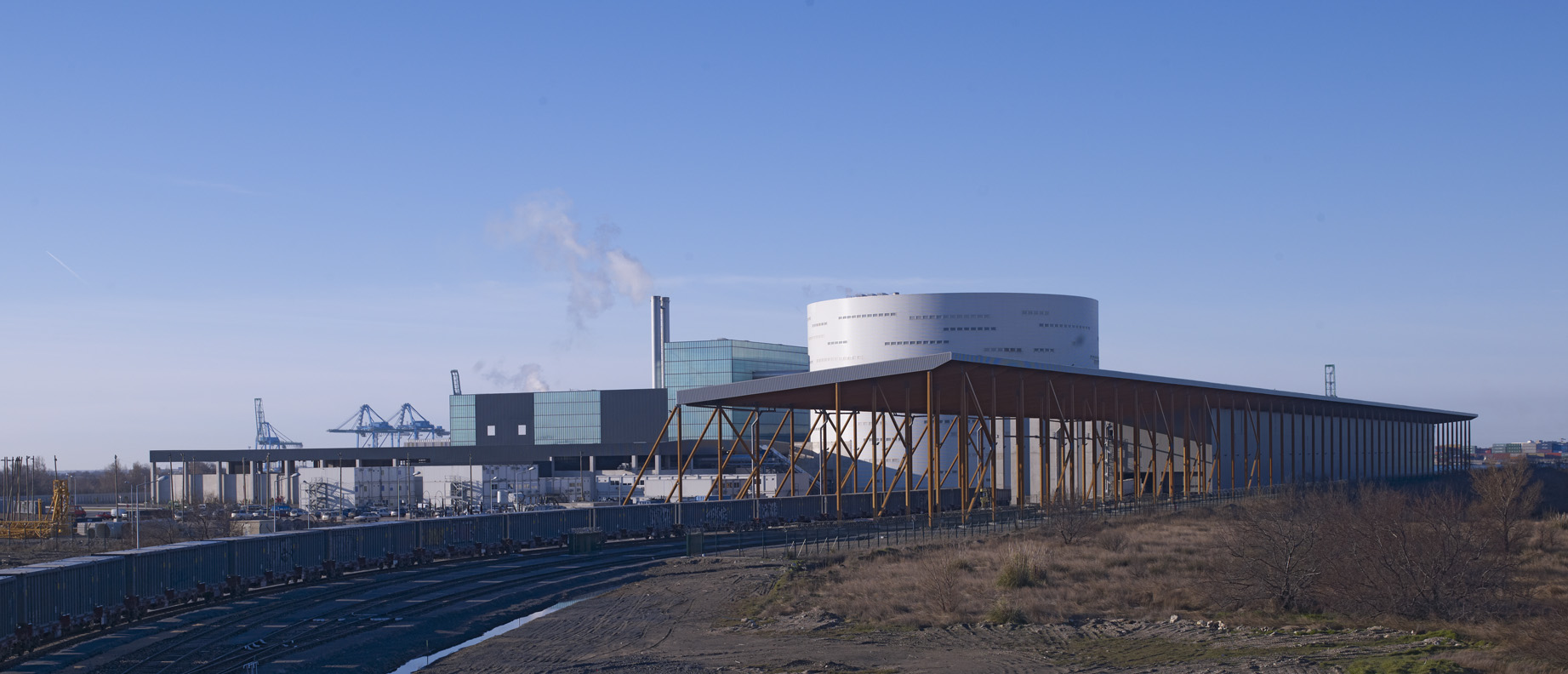
EveRé

Le Centre de traitement multifilières de Fos-sur-Mer a été mis en service le 7 janvier 2010,. Le centre a connu plusieurs phases d'essais, jusqu'au 30 novembre 2010, dont la dernière (du 30 septembre au 30 novembre) a consisté à faire fonctionner simultanément toutes les unités. Depuis le 30 novembre 2010, la véritable exploitation a commencé. La mise en service complète a eu lieu en novembre 2010. L'incinérateur pourra traiter, à terme, 410 000 tonnes de déchets par an dont 300 000 par incinération et 110 000 par méthanisation, selon l'exploitant Evere, filiale du groupe espagnol Urbaser.

## La réception des déchets

### EveRé reçoit 2 types de déchets
- les ordures ménagères résiduelles de Marseille Provence Métropole (c’est-à-dire la part restante des déchets après le tri des ménages). Ces déchets représentent environ 98 % des entrées.
- les boues de la station d’épuration de Marseille, représentant 2 % des entrées et traitées directement dans l’Unité de Valorisation Énergétique du site.

### Arrivée sur le centre de traitement multifilière
Le train, plus écologique que la route, est le mode d’acheminement privilégié sur le centre ; ce mode de transport alternatif représente 90 % des entrées de déchets. 
Chaque jour, 2 trains sont reçus sur le site. Plus de 1 000 tonnes de déchets y sont ainsi reçues.
Ces trains, une fois entrés dans la gare de réception, sont déchargés par un système de tables basculantes. Les conteneurs utilisés pour acheminer les déchets sur site sont entièrement fermés et étanches.
Les 10 % des déchets restants sont acheminés directement par camion.

### Contrôles
Des contrôles rigoureux sur les entrées de déchets sont effectués conformément à l’arrêté préfectoral d’EveRé. Ces contrôles sont doubles : administratif à l'entrée sur site, puis visuel à différents niveaux du processus. Les refus sont systématiquement envoyés dans une filière de traitement adaptée. La radioactivité est également contrôlée.

## Le tri des déchets

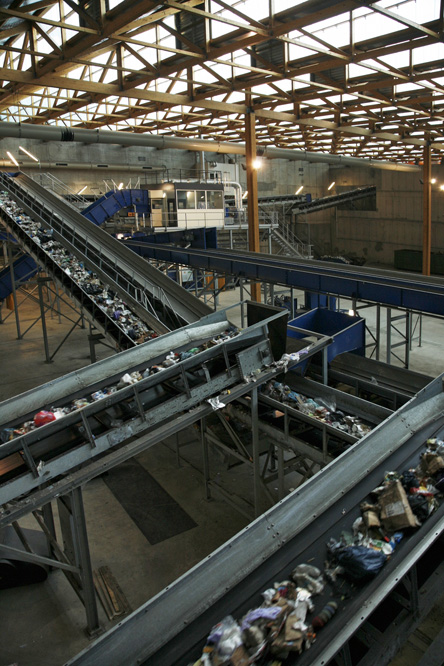
Centre de Tri

Les déchets reçus sur le site EveRé passent d’abord par un centre de tri.Cette première étape, entièrement automatisée, consiste à séparer les déchets en fonction de leur nature afin de les orienter vers le mode de valorisation le mieux adapté : 
- Les matériaux recyclables (plastiques et métaux) présents dans les ordures ménagères résiduelles sont extraits et envoyés vers les filières de recyclage adaptées.

- La matière organique (restes alimentaires, déchets de jardin…) est envoyée vers une unité interne de valorisation organique (méthanisation / compostage) et deviendra du biogaz et du compost.

- La matière combustible est, elle, dirigée vers une unité interne de valorisation énergétique et deviendra de la chaleur et de l’électricité.

## L’Unité de Valorisation Organique
Cette unité traite la matière organique extraite des déchets ménagers résiduels par le centre de tri (restes alimentaires, déchets de jardin…). Elle se compose d’un processus de méthanisation, suivi d’une étape de compostage. Les sorties de cette unité sont doubles : du biogaz (gaz combustible riche en méthane), qui est valorisé en chaleur et en électricité vendue au réseau EDF, et du méthacompost utilisable en agriculture.

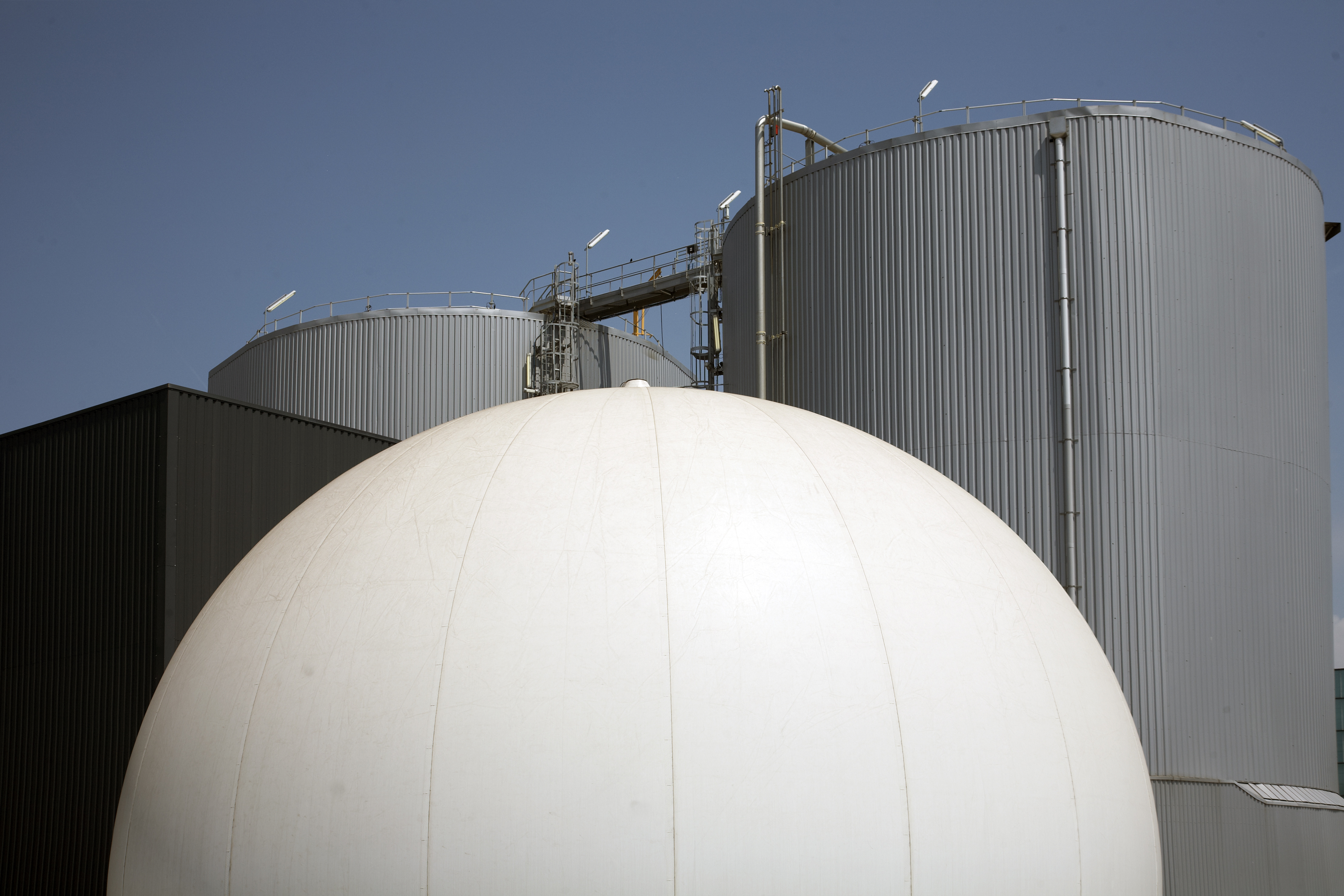
Unité de Valorisation Organique

### Préparation de la matière avant méthanisation (TFR et tri secondaire)
Avant d'envoyer la matière organique dans le processus de méthanisation, il est nécessaire de la faire passer par plusieurs étapes de préparation. La matière se désagrège dans des TFR (Tubes de Fermentation Rotatifs), puis elle est envoyée dans un tri secondaire, afin d’en extraire les derniers inertes et indésirables.
Une fois la matière organique isolée, elle fermente pendant un mois en l'absence d’oxygène. 
Pour finir, la matière organique, après méthanisation, est transformée en compost. Celui-ci est ensuite analysé par un laboratoire extérieur au regard des exigences de la norme NF U44-051, après quoi il peut être valorisé.

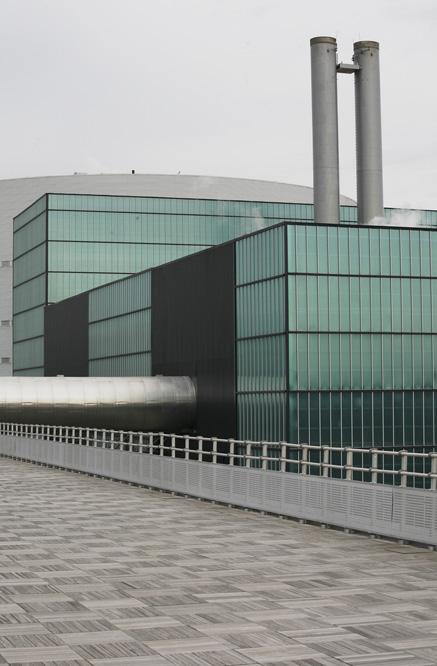
Traitement des Fumées

## L’unité de valorisation énergétique
Cette unité reçoit la part combustible des déchets ménagers reçus sur site, ainsi que les boues de la station d’épuration de Marseille. Son principe consiste à produire de l’électricité en récupérant et transformant l’énergie dégagée par la combustion des déchets. Les éléments incombustibles obtenus en fin de four, appelés « mâchefers », sont directement traités sur site pour être ensuite valorisés en cimenterie ou en travaux publics pour la construction de nouvelles routes.
L’unité de valorisation énergétique est composée : 
- de deux fours chaudières d’une capacité de 22,5 tonnes par heure chacun,
- d’une unité de traitement des fumées ainsi que d’un groupe turbo-alternateur pour la production d’électricité,
- d’une plateforme de traitement et maturation du mâchefer.

24h/24 et 7j/7, une équipe de 4 personnes composée d’un chef de quart, son adjoint, un rondier et un opérateur, veille au bon fonctionnement de cette unité.
Assistés d’un système de contrôle-commande, ils surveillent en permanence tous les paramètres de fonctionnement de l’unité : la teneur en O2 et CO2 des gaz, le débit de vapeur produite et plus de 200 autres paramètres…
Avant rejet à l’atmosphère, la qualité des fumées est vérifiée en continu à l’aide d’une batterie d’analyseurs. Ces contrôles sont réalisés sur une quinzaine de paramètres et remontés en temps réel dans la salle de contrôle de l’unité de valorisation énergétique. Un système de prélèvement en continu des dioxines a également été installé et permet un suivi mensuel de la qualité des fumées sur ce paramètre.
En plus de ces contrôles réalisés par EveRé, des organismes externes agréés interviennent régulièrement sur site pour procéder à des contrôles indépendants avec leurs propres analyseurs. Certains sont programmés par EveRé, d’autres sont inopinés, c’est-à-dire programmés par l’Inspection des Installations Classées sans qu’EveRé ne soit informé de la date d’intervention. La majorité de l’électricité produite par cette Unité de Valorisation Énergétique est vendue à EDF (plus de 80 %). Les 20 % restants servent à l’auto-alimentation du site.